# 에도 포른
에도 포른(北斎漫画, Hokusai manga, 호쿠사이 망가, Edo Porn)은 일본에서 제작된 신도 카네토 감독의 1981년 드라마 영화이며, 가쓰시카 호쿠사이의 생애를 주제로 한다. 오가타 켄 등이 주연으로 출연하였다.

## 출연

### 주연
- 오가타 켄
- 니시다 토시유키
- 다나카 유코